# Посольство Таджикистану в Україні
Посольство Республіки Таджикистан в Києві — офіційне дипломатичне представництво Таджикистану в Україні, відповідає за підтримання та розвиток відносин між Республікою Таджикистан та Україною.

## Історія посольства
Дипломатичні відносини між Україною і Республікою Таджикистан встановлені 24 квітня 1992 року, проте ще 15 грудня 1990 року було підписано міжурядову Угоду про економічне та культурне співробітництво на 1991—1995 роки і Протокол про взаємні постачання товарів народного споживання ринкового призначення в 1991—1995 роках.
Інтереси РТ в Україні до грудня 2010 року представляло Посольство Таджикистану в Російській Федерації, в Києві функціонувала Торговельно-економічна місія Республіки Таджикистан.
16 жовтня 2008 року Президент Республіки Таджикистан Емомалі Рахмон видав указ №553 про відкриття Посольства Республіки Таджикистан в Україні.
З грудня 2010 року почало роботу Посольство Республіки Таджикистан в Україні з резиденцією в Києві по вулиці Пирятинська, 4. Згодом посольство переїхало за адресою в провулок Звіринецький, 3.

## Посли Республіки Таджикистан в Україні
1. Сафаров Сафар Гаюрович (2003—2007), з резиденцією в Москві
2. Достієв Абдулмаджид Салімович (2007—2010)
3. Султонов Шухрат Музафарович (2010—2015), з резиденцією в Києві
4. Холбобоєв Файзулло Самадовіч (2015—2020)[2]
5. Назрізода Давлаталі Хайдар (з 2020)